# Greenockiet

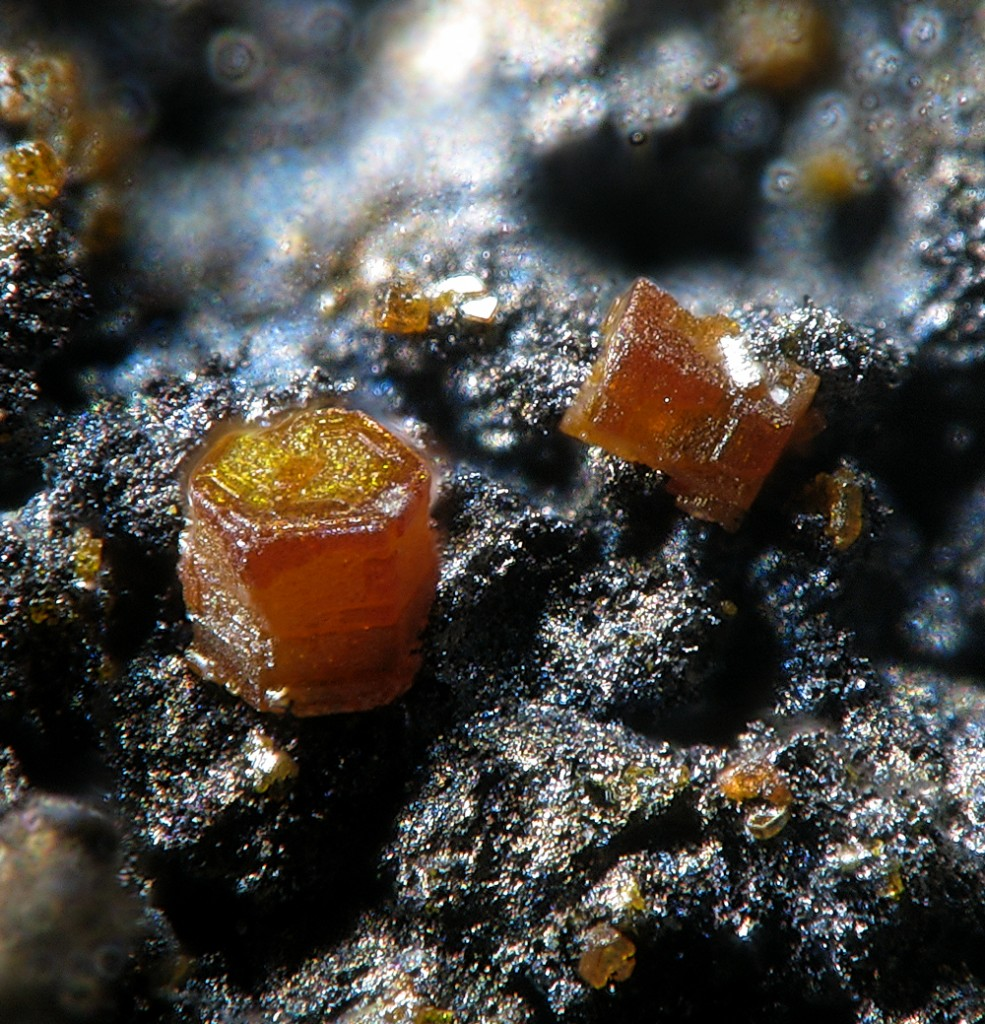
Greenockiet - Tsumeb Mine, Namibië (grootte: 1 mm)

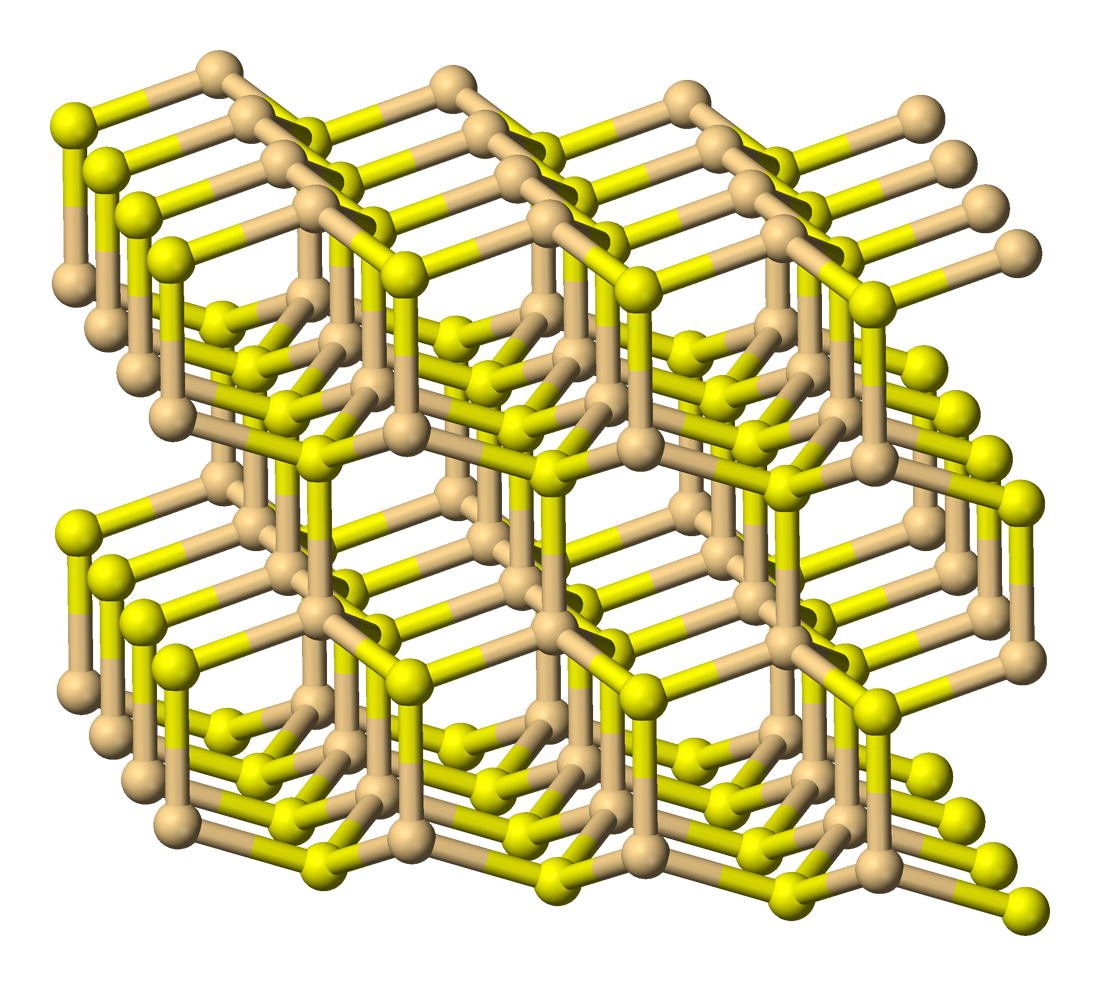
Kristalstructuur van greenockiet

Het mineraal greenockiet is een zeldzaam cadmium-sulfide met chemische formule CdS.

## Eigenschappen
Het citroen- tot honinggele mineraal heeft een hexagonaal kristalstelsel en heeft een zinkiet structuur met ribben a=413.54pm en 671.2pm. De gemiddelde dichtheid is 4,49 en de hardheid is 3,5 tot 4. Greenockiet is niet magnetisch of radioactief.

## Naam
Het mineraal is genoemd naar Lord Greenock (Ch. M. Cathcart 1783 - 1859).

## Voorkomen
Greenockiet is een van de weinige cadmiumertsen. Cadmium wordt meestal uit sfaleriet (zinkblende) gewonnen.